# 3165 Mikawa
3165 Mikawa eller 1984 QE är en asteroid i huvudbältet som upptäcktes den 31 augusti 1984 av de båda japanska astronomerna Takeshi Urata och Kenzo Suzuki i Toyota. Den är uppkallad efter den tidigare japanska provinsen Mikawa.
Asteroiden har en diameter på ungefär 7 kilometer och den tillhör asteroidgruppen Flora.